# Кастилія-Ла-Манча
Кастилія-Ла-Манча (ісп. Castilla-la Mancha) — автономне співтовариство в центрі Іспанії. Столиця — Толедо.

## Географія
Територія 79 463 км² (3-е місце). На півдні межує з Андалусією, на південному сході — з Мурсія, на сході — з Валенсією, на півночі — з Кастилією і Леоном і Арагоном, на заході — з Мадридом і Естремадурою. Не має виходу до моря.

## Адміністративний устрій
Автономне співтовариство включає п'ять провінцій:
| Провінція    | Адм. центр   | Населення, ос. (2011) | Площа, км² |
| ------------ | ------------ | --------------------- | ---------- |
| Альбасете    | Альбасете    | 402 837               | 14 926     |
| Сьюдад-Реаль | Сьюдад-Реаль | 530 250               | 19 813     |
| Куенка       | Куенка       | 219 138               | 17 141     |
| Гвадалахара  | Гвадалахара  | 259 537               | 12 167     |
| Толедо       | Толедо       | 711 228               | 15 370     |

## Пам'ятки
- Вітряки (Molinos de Castilla la Mancha).
- Кафедральний собор Діви Марії в Толедо (Catedral de Santa Maria de Toledo).
- Кафедральний собор Святої Марії та Святого Юліана в Куенці (Catedral de Santa María y San Julián de Cuenca).

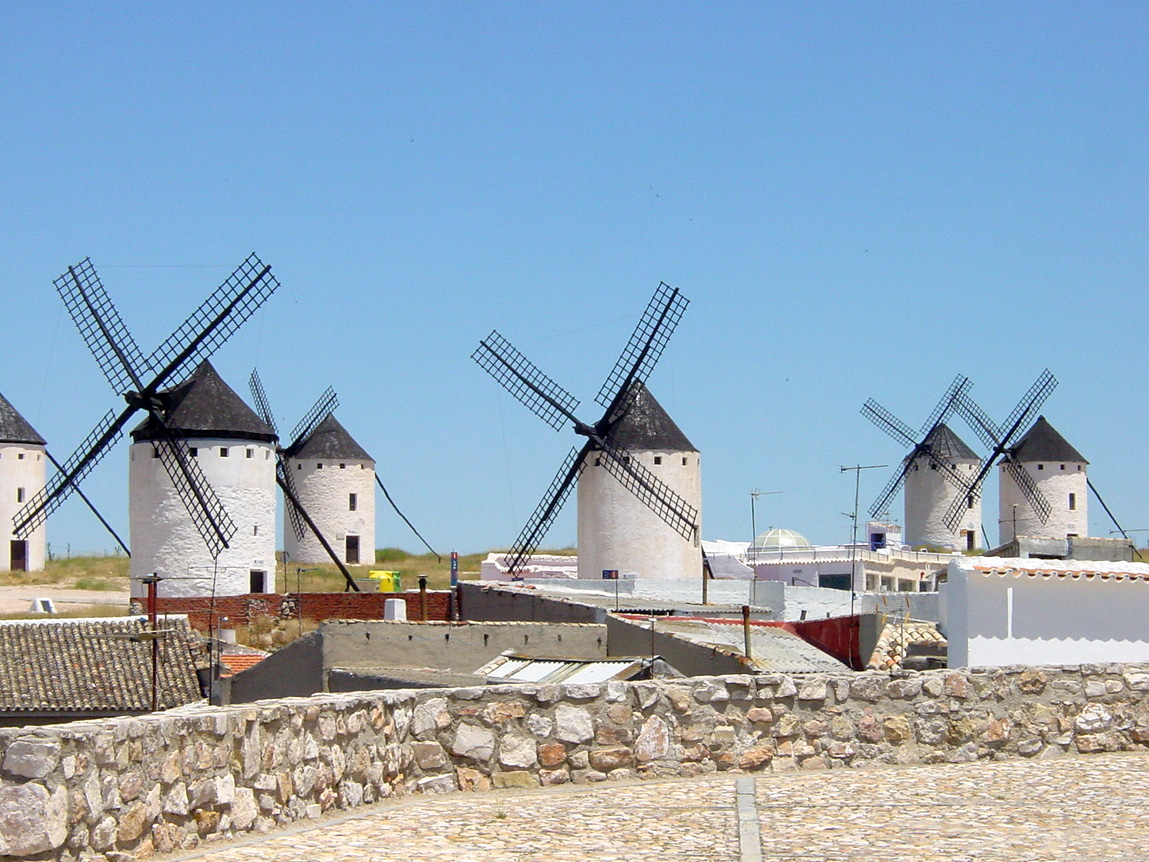
Вітряки в Кампо-де-Криптана.

## Гастрономія
У Кастилії-Ла-Манчі виробляється найвідоміший за межами Іспанії сир — «ламанчський» — манчего.